# René Gavinet
René Gavinet (1921-2018) fue un deportista francés que compitió en piragüismo en la modalidad de eslalon. Ganó tres medallas en el Campeonato Mundial de Piragüismo en Eslalon entre los años 1949 y 1955.

## Palmarés internacional
| Campeonato Mundial | Campeonato Mundial | Campeonato Mundial | Campeonato Mundial |
| Año                | Lugar              | Medalla            | Competición        |
| ------------------ | ------------------ | ------------------ | ------------------ |
| 1949               | Ginebra (Suiza)    | Medalla de oro     | C2 por equipos     |
| 1953               | Merano (Italia)    | Medalla de oro     | C2 por equipos     |
| 1955               | Tacen (Yugoslavia) | Medalla de plata   | C2 mixto           |